# Nils Lorentz Eklund
Nils Lorentz Eklund, född 14 februari 1904 i Lund, död 4 maj 1996 i Halmstad, var en svensk jurist.
Eklund avlade studentexamen i Lund 1923 och blev juris kandidat vid Lunds universitet 1929. Efter tingstjänstgöring i Nordals, Sundals och Valbo domsaga 1929–1932, var han extra länsnotarie i Älvsborgs län 1932–1936, genomgick landsfogdekurs vid Stockholms polisverk 1936, var landsfogdeassistent i Malmöhus län 1936–1937, blev tillförordnad landsfogde i Jämtlands län 1937, ordinarie dito 1939 och landsfogde i Hallands län 1948. Han var krigsfiskal vid Jämtlands fältjägarregemente, Norrlands artilleriregemente och Jämtlands flygflottilj 1938–1949.